# Petrykozy (Opoczno)
Pour les articles homonymes, voir Petrykozy.
Petrykozy (prononciation [pɛtrɨˈkɔzɨ]) est un village de la gmina de Białaczów, du powiat d'Opoczno, dans la voïvodie de Łódź, situé dans le centre de la Pologne.

## Administration
De 1975 à 1998, le village était attaché administrativement à l'ancienne voïvodie de Piotrków.

Depuis 1999, il fait partie de la nouvelle voïvodie de Łódź.